# 车建芳
车建芳，1968年9月生于江苏省常州市，红星美凯龙联合创始人，车建新之妹，于2007年6月20日加入红星美凯龙家居集团股份有限公司,自此一直担任公司执行董事、副董事长、副总裁,主要负红星美凯龙集团的招商管理。

## 人物生平
- 1968年9月生于江苏省常州市[1]；
- 1990年-1993年，出任常州市红星家俱总厂(Changzhou Red Star Furniture General Factory)总经理[7][8]；
- 1994年-2007年,出任红星家俱集团(Red Star Furniture Group)总经理[7][8]；
- 2007年6月20日起，任红星美凯龙家居集团股份有限公司(Red Star Macalline Group Corporation Limited)副总裁兼执行董事[7][8]。